# Петар Стојчев (пливач)
Петар Стојчев (буг. Петър Стойчев; Момчилград, Бугарска, 24. октобар 1976) је бугарски даљински пливач, најпознатији што је на Светском првенству у даљинском пливању 2005. у Монтреалу, освојио две бронзане медаље у пливању на 10 и 25 километара у отвореним водама.
Дана 25. августа 2007. године поставио је најбоље време на свету у препливавању канала Ламанш од 6 сати и 57 минута. поправивши време које је 2005. поставио Немац Кристоф Вандрач у времену од 7 сати и 3 минута.
Стојчев је учествовао три пута на олимпијским играма. На свечаном отварању Летњих олимпијских игара 2008. у Пекингу, био је носилац бугарске заставе на церемонији отварања Игара. Такмичио у две дисциплине на 10 км и 1.500 метара. На 10 километара је био шести, на 1.500 метара, у предтакмичењу је постигао 30-то време и није се пласирао у финале.